# Cichlasomatinae
Cichlasomatinae — є групою риб підродина родини цихлових, що живуть у свіжій воді. Більшість південноамериканських і всі цихліди Центральної Америки належать до цієї групи.
Включають в себе такі клади:
- Acaroniini
- Cichlasomatini
- Heroini
- Therapsini

## КладAcaroniini
- Acaronia

## КладCichlasomatini
- Aequidens
- Andinoacara
- Bujurquina
- Cichlasoma
- Cleithracara
- Hypsophrys
- Ivanacara
- Krobia
- Laetacara
- Nannacara
- Paratheraps(інші мови)
- Tahuantinsuyoa

Вимерлі:
- Macracara
- Proterocara
- Tremembichthys

## КладHeroini
- Amatitlania
- Australoheros
- Caquetaia
- Heroina
- Herichthys
- Heros
- Hoplarchus
- Hypselecara
- Mesonauta
- Nandopsis
- Parachromis
- Paraneetroplus
- Petenia
- Pterophyllum
- Rocio
- Symphysodon
- Talamancaheros
- Thorichthys
- Tomocichla
- Uaru

## КладTherapsini

### ТрибаTherapsina
- Amphilophus
- Astatheros(інші мови)
- Chuco(інші мови)
- Theraps
- Vieja

### ТрибаArchocentrina
- Archocentrus
- Cryptoheros